# 233967 Vierkant
233967 Vierkant è un asteroide della fascia principale. Scoperto nel 2010, presenta un'orbita caratterizzata da un semiasse maggiore pari a 2,7508336 UA e da un'eccentricità di 0,0221958, inclinata di 5,17840° rispetto all'eclittica.
Dal 27 maggio al 26 luglio 2010, quando 241418 Darmstadt ricevette la denominazione ufficiale, è stato l'asteroide denominato con il più alto numero ordinale. Prima della sua denominazione, il primato era di 231649 Korotkiy.
L'asteroide è dedicato alla tedesca Gisela Vierkant, madre dello scopritore.